# 石文丁
石文丁，是馬來西亞柔佛州峇株巴轄縣的一個漁村，泛指石文丁路（Jalan Segenting）兩旁的區域，距離縣府峇株巴轄僅8公里。

## 設施
- 崇龍宮[2]
- 崇岩宫
- 天后鼎
- 石文丁中華小學[3]